# Lobo-do-ártico
O Lobo-do-ártico (canis lupus arctos), também referido como lobo-polar, lobo-branco ou lobo-cinzento-ártico é um mamífero canídeo e é possivelmente uma subespécie do Lobo-cinzento. Habita o Arquipélago Ártico Canadense, desde a Ilha Melville até a Ilha Ellesmere, sobrevivendo à baixas temperaturas.
Graças ao seu isolamento, o lobo-do-ártico não é ameaçado pela caça e destruição do habitat da mesma forma que seus parentes do sul.

## Características

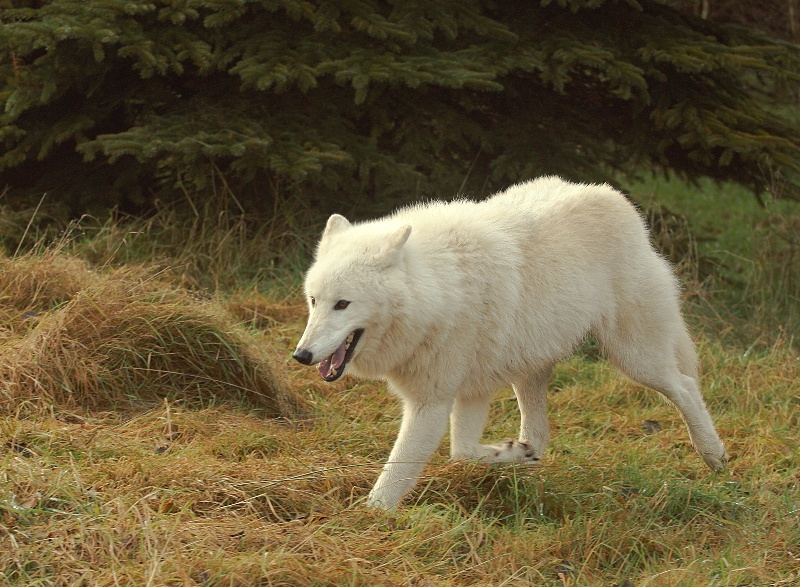
lobo-do-ártico caminhando

A cor de sua pelagem o ajuda a se camuflar na neve. Possuem de 63 a 79 cm na altura da cernelha. O lobo do ártico é uma subespécie de porte mediano, seu peso mediano é de 32 a 46 kg, os maiores dos maiores atingiriam supostos 70 kg . É frequentemente distinguido do lobo-do-noroeste pelo seu porte menor e coloração mais clara.

## Ecologia

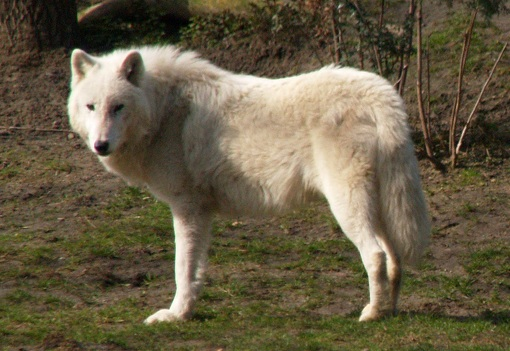
Um lobo do ártico no Zoológico de Berlim.

O lobo ártico é predominantemente social, mas devido à escassez de presas grandes isso resulta nos lobos empregarem raramente a caça cooperativa. Os lobos caçam presas pequenas como lebres, sendo especializados nestes lagomorfos. Mas também atacam raposas-polares, renas e lemingues. A outra presa mais comum são os bois-almiscarados, os quais os lobos ocasionalmente predam através da caça cooperativa .